# Tiétar (rivier)
De Tiétar heeft een lengte van 170 km en is een zijrivier van de Taag. Hij ontspringt in het uiterste westen van de Sierra de Gredos in de gemeente Santa María del Tiétar. Zijn loop gaat bijna over de gehele lengte zuidwestwaarts voor de uitlopers van de 2592 m hoge Sierra de Gredos, en heeft verder stroomafwaarts een aantal zijrivieren in dunbevolkt gebied. De Tiétar mondt uit in de Taag in de provincie Cáceres bij het Nationale park Monfragüe met een grote verscheidenheid aan roofvogels.